# Paul Hindemith
Paul Hindemith (født 16. november 1895 i Hanau, død 28. december 1963 i Frankfurt am Main) var en tysk bratschist og komponist.
Hans nyklassicistiske værker er blandt de mest karakteristiske for det 20. århundrede. Det siges, at han kunne spille alle de instrumenter, som han har skrevet for. Blandt hans mest kendte værker er nok symfonien Mathis der Maler, hans Requiem for Those We Love og hans kammermusikalske værk Kleine Kammermusik. Paul Hindemith slog sig i 1939 ned i USA. Han vendte sent i sit liv tilbage til Tyskland, hvor han døde af et hjertestop på et hospital i Frankfurt i 1963.

## Værker
- Ni operaer, bl.a Mathis der Maler (1934) og Cardillac
- Fire balletter, bl.a Nobilissima visione
- Seks korværker, bl.a When Lilacs Last in the Dooryard Bloom'd (Requiem for Those We Love)
- Seks symfonier:
- Symfoni Mathis der Mahler, (1933-1934) - for orkester
- Symfoni i Eb (1940) - for orkester
- Symphonia Serena (1946) - for orkester
- Die Harmonie der Welt Symphony (1951) - for stort orkester
- Symphony in Bb (1951) - for brassband
- Pittsburgh Symphony (1958) - for orkester
- Madrigaler, motetter, værker for kor etc.
- Sange: "Das Marienleben"
- Syv kammermusikstykker
- Tolv koncerter: De fire temperamenter, Symfoniske metamorfoser (1943), Koncertmusik (1930), Der Schwanendreher (1935) m.m.